# Tymfristos
Tymfristos (in greco Τυμφρηστός?) è una ex comunità della Grecia nella periferia della Grecia Centrale (unità periferica della Ftiotide) con 566 abitanti secondo i dati del censimento 2001.
È stata soppressa a seguito della riforma amministrativa, detta Programma Callicrate, in vigore dal gennaio 2011 ed è ora compresa nel comune di Makrakomi.